# Eurícide
En la mitología griega Eurícida (en griego Ευρυκύδα) era una princesa elea, hija de Endimión. 
Pausanias no se decide entre la identidad de su madre, a quien refiere como Asterodia, o Cromia (hija de Itono, hijo de Anfictión), o bien Hiperipe (hija de Árcade). No obstante no duda entre la identidad de sus hermanos, a quienes refiere como Epeo, Peón y Etolo. Los que viven en los alrededores del río Aqueloo recibieron su nombre de Etolo que huyó a esta parte del continente. Pero obtuvo el poder sobre los epeos Eleo, que era hijo de Eurícida y, créalo quien quiera, de Poseidón. Los habitantes han recibido su nombre actual por Eleo en lugar del de epeos.
 

No obstante en otras fuentes Eurícida es denominada como Eurípila:
«La decimocuarta cuenta la historia de Endimión, que era el hijo de Aetno (Aetlio) el hijo de Zeus y de Protogenea, hija de Deucalión. Tuvo dos hijos Eurípila y Etolo. Este último abandonó su dominio ancestral en el Peloponeso y cruzó a la tierra de enfrente seguido por parte de su pueblo. Expulsó a los curetes e hizo que la tierra pasara a llamarse Etólide en lugar de Curétide. Elis (Eleo), el hijo de Eurípila y Poseidón, sucedió en el reino cuando Endimión, el padre de su madre, murió. Dio su nombre a Elis, la ciudad fundada por Endimión».